# Бибург (Доња Баварска)
Бибург (њем. Biburg) град је у њемачкој савезној држави Баварска. Једно је од 24 општинска средишта округа Келхајм. Према процјени из 2010. у граду је живјело 1.216 становника. Посједује регионалну шифру (AGS) 9273119.

## Географски и демографски подаци
Бибург се налази у савезној држави Баварска у округу Келхајм. Град се налази на надморској висини од 376 метара. Површина општине износи 14,2 km².

## Становништво
У самом граду је, према процјени из 2010. године, живјело 1.216 становника. Просјечна густина становништва износи 86 становника/km².

## Међународна сарадња
| Мјесто | Држава    | Врста сарадње | Од    |
| ------ | --------- | ------------- | ----- |
| Кофри  | Француска | партнерство   | 1992. |
| Извор  |           |               |       |